# Unterseeboot 396
L'Unterseeboot 396 ou U-396 est un sous-marin allemand (U-Boot) de type VIIC utilisé par la Kriegsmarine pendant la Seconde Guerre mondiale.
L'U-396 n'a ni endommagé ni coulé de navire au cours des cinq patrouilles (121 jours en mer) qu'il effectua.
Il fut porté disparu dans l'Atlantique Nord, en avril 1945.

## Conception
Unterseeboot type VII, l'U-396 avait un déplacement de 769 tonnes en surface et 871 tonnes en plongée. Il avait une longueur totale de 67,10 m, un maître-bau de 6,20 m, une hauteur de 9,60 m, un tirant d'eau de 4,74 m et un tirant d'air de 4,86 m. Le sous-marin était propulsé par deux hélices de 1,23 m, deux moteurs diesel Germaniawerft F46 de 6 cylindres en ligne de 1 400 ch à 470 tr/min, produisant un total de 2 060 à 2 350 kW en surface et de deux moteurs électriques Garbe, Lahmeyer & Co. RP 137/c de 375 ch à 295 tr/min, produisant un total 550 kW, en plongée. Le sous-marin avait une vitesse en surface de 17,7 nœuds (32,8 km/h) et une vitesse de 7,6 nœuds (14,1 km/h) en plongée. Immergé, il avait un rayon d'action de 93 milles marins (150 km) à 4 nœuds (7,4 km/h; 4,6 milles par heure) et pouvait atteindre une profondeur de 230 m. En surface son rayon d'action était de 9 426 milles nautiques (soit 15 170 km) à 10 nœuds (19 km/h).
L'U-396 était équipé de cinq tubes lance-torpilles de 53,3 cm (quatre montés à l'avant et un à l'arrière) et embarquait quatorze torpilles. Il était équipé d'un canon de 8,8 cm SK C/35 (220 coups) et d'un canon de 20 mm Flak C30 en affût antiaérien. Il pouvait transporter 26 mines Torpedomine A ou 39 mines Torpedomine B. Son équipage comprenait quatre officiers et 44 à 56 sous-mariniers.

## Historique
Le sous-marin est commandé le 6 juin 1942, lancé le 27 août 1943 et mis en service le 16 octobre, sous le commandement du Kapitänleutnant Ernst-Günther Unterhorst.
Il sert dans la 5. Unterseebootsflottillejusqu'au 16 octobre 1943, dans la 1. Unterseebootsflottillejusqu'au 1er juin 1944 et dans la 11. Unterseebootsflottillejusqu'au 1er octobre 1944.

### 1repatrouille
Le bateau appareille de Kiel le 20 juin 1944. Le 28 juillet, il est attaqué par un hydravion britannique Catalina. Le sous-marin, endommagé par une fuite de monoxyde de carbone, retourne à Bergen. 

### 2eet3epatrouille
L'U-396 ne coule ni n'endommage de navire au cours de sa 2e et de sa 3e patrouille.

### 4epatrouille
L'U-396 quitte Trondheim le 1er octobre 1944. Il part pour l'Atlantique Nord vers l'Islande et les Îles Féroé puis navigue au sud-est du Cap Farewell (Groenland). Le 19 décembre, il rentre à Trondheim après 60 jours en mer, ce fut sa plus longue patrouille.

### 5epatrouille
Il appareille de Trondheim, avec des conditions météorologiques défavorables le 13 mars 1945. Il quitte la base quelques jours plus tard et est porté disparu le 23 avril 1945, sans explication.
Les 45 membres d'équipage meurent dans cette disparition.

### Lieu du naufrage supposé
Les historiens supposent qu'il a été coulé au sud-ouest des Îles Shetland, par des charges de profondeur d'un bombardier britannique B-24 Liberator. L'épave n'a pas été retrouvée.

## Affectations
- 5. Unterseebootsflottille du 27 août 1943 au 16 octobre 1943 (Flottille d'entraînement).
- 1. Unterseebootsflottille du 17 octobre 1943 au 1er juin 1944 (Flottille de combat).
- 11. Unterseebootsflottille du 2 juin 1944 au 23 avril 1945 (Flottille de combat).

## Commandement
- Kapitänleutnant Ernst-Günther Unterhorst du 16 octobre 1943 au 9 mars 1945
- Kapitänleutnant Hubertus Korndörfer du 10 mars 1945 au 23 avril 1945

## Patrouilles
|       | Commandant                     | Départ          | Départ    | Arrivée          | Arrivée   | Jours     | Succès |
| ----- | ------------------------------ | --------------- | --------- | ---------------- | --------- | --------- | ------ |
| 1     | Oblt. Ernst-Günther Unterhorst | 20 juin 1944    | Kiel      | 3 juillet 1944   | Bergen    | 14 jours  |        |
| 2     | Oblt. Ernst-Günther Unterhorst | 15 juillet 1944 | Bergen    | 20 juillet 1944  | Trondheim | 6 jours   |        |
| 3     | Oblt. Ernst-Günther Unterhorst | 6 août 1944     | Trondheim | 16 août 1944     | Trondheim | 11 jours  |        |
| 4     | Oblt. Ernst-Günther Unterhorst | 21 octobre 1944 | Trondheim | 19 décembre 1944 | Trondheim | 60 jours  |        |
| 5     | Kptlt. Hilmar Siemon           | 13 mars 1945    | Trondheim | 11 avril 1945    | Coulé     | 30 jours  |        |
| Total | Total                          | Total           | Total     | Total            | Total     | 121 jours | 0 t    |

Note : Oblt. = Oberleutnant zur See - Kptlt. = Kapitänleutnant